# Ferrovia Livron–Aspres-sur-Buëch
La ferrovia Livron–Aspres-sur-Buëch (in francese Ligne de Livron à Aspres-sur-Buëch) è una linea ferroviaria che unisce Livron-sur-Drôme a Aspres-sur-Buëch, collegando così la collegando la linea Parigi-Marsiglia con la Lione-Grenoble-Marsiglia. È interamente a binario unico.

## Storia
La legge del 19 giugno 1857 accordò un'eventuale concessione alla Compagnie des chemins de fer de Paris à Lyon et à la Méditerranée (PLM) per una linea da Privas a un punto da determinare sulla linea da Lione ad Avignone, con un prolungamento fino a Crest.
Il decreto del 13 agosto 1859 dichiarò questa linea di interesse pubblico e rese definitiva la concessione alla PLM. La tratta Livron-Crest era l'inizio di una linea destinata a raggiungere Briançon, all'epoca molto lontana dalla rete ferroviaria, con un prolungamento verso l'Italia.
La tratta Livron-Crest fu aperta al servizio il 25 settembre 1871.
"Una linea che prolunga la linea Gap-Briançon o fino a Crest o fino a un punto da determinare tra Valence e Avignone" fu concessa alla Compagnie des chemins de fer de Paris à Lyon et à la Méditerranée (PLM) con un accordo tra il Ministro dei Lavori Pubblici e la società firmato il 3 luglio 1875. L'accordo fu approvato nella stessa data da una legge che dichiarava contemporaneamente la linea di interesse pubblico.
La tratta da Crest a Die fu aperta al servizio il 1º settembre 1885, mentre quella da Die ad Aspres-sur-Buëch il 1º giugno 1894.